# Garyops sini
Garyops sini är en spindeldjursart som först beskrevs av Chamberlin 1923.  Garyops sini ingår i släktet Garyops och familjen Sternophoridae. Inga underarter finns listade i Catalogue of Life.